# Eulechria autophyla
Eulechria autophyla is een vlinder uit de familie van de sikkelmotten (Oecophoridae). De wetenschappelijke naam van de soort werd in 1900 gepubliceerd door Oswald Bertram Lower als nomen novum voor Eulechria autophylla Lower, 1899, non Eulechria autophylla Meyrick, 1888.